# Basil Spalding de Garmendia
Pour les articles homonymes, voir Spalding et Garmendia.
Basil Spalding de Garmendia, né le 28 février 1860 à Baltimore et mort le 9 novembre 1932 à Saint-Raphaël, est un sportif américain, médaillé d'argent de tennis aux Jeux olympiques de 1900 à Paris en double messieurs avec Max Decugis.

## Biographie
Issu d'une riche famille installée à Baltimore, Spalding de Garmendia est principalement connu joueur de raquettes, ayant été six fois champion des États-Unis à la fin du 19e siècle. Il passe l'essentiel de son temps à Paris et acquiert en notoriété par son implication dans l'organisation des Jeux olympiques de 1900 en tant que délégué de l'Amateur Athletic Union, notamment dans les épreuves d'aviron, d'athlétisme de voile. Il s'inscrit parallèlement dans les tournois de tennis. Battu lors de son second match en simple, il fait équipe avec le jeune espoir Max Decugis dans le tournoi de double. La paire surprend en se qualifiant pour la finale où ils sont cependant nettement battus par la meilleure équipe au monde de l'époque, les frères Laurie et Reggie Doherty. Ils s'imposent toutefois dans le tournoi handicap 1re classe. Membre du cercle du bois de Boulogne, il dispute quelques tournois au cours des années suivantes, principalement sur la Côte d'Azur et à Paris comme au tournoi du TCP en 1901, qu'il remporte en double avec Decugis.
Joueur de polo et golfeur accompli, membre du Golf de La Boulie, il a participé à la première édition de l'US Open en 1895.
Durant la Première Guerre mondiale, il a servi en qualité d'attaché militaire à l'ambassade américaine. Sa femme, Mary Jenness, décède en 1923. Elle s'occupa d'œuvres de charité, notamment de l'hôpital Américain de Neuilly et a reçu la médaille d'honneur des épidémies pour ses soins accordés aux réfugiés pendant la guerre.

## Palmarès (partiel)

### Finale en double messieurs
| No | Date | Nom et lieu du tournoi      | Catégorie     | Surface      | Vainqueurs                      | Partenaire  | Score         |          |
| -- | ---- | --------------------------- | ------------- | ------------ | ------------------------------- | ----------- | ------------- | -------- |
| 1  | 1900 | Jeux olympiques d'été Paris | J. olympiques | Terre (ext.) | Laurie Doherty · Reggie Doherty | Max Decugis | 6-1, 6-1, 6-0 | Parcours |